# Cod ATC A04
Codul ATC A04 Antiemetice este o parte a sistemului de clasificare anatomică, terapeutică și chimică a medicamentelor, un sistem dezvoltat de către Organizația Mondială a Sănătății (OMS) pentru clasificarea medicamentelor și a altor produse medicinale. Subgrupul A04 este o parte a grupului A Tract digestiv și metabolism.
Codurile pentru preparatele de uz veterinar sunt create prin alipirea literei Q în fața codului ATC corespunzător produsului pentru uz uman; de exemplu, QA04. Codurile ATCvet care nu au un cod ATC corespunzător produsului de uz uman sunt citate începând cu Q în lista următoare.

## A04AAntiemetice

### A04AAAntagoniștiai receptorilorserotoninei(5-HT3)
A04AA01 Ondansetron
A04AA02 Granisetron
A04AA03 Tropisetron
A04AA04 Dolasetron
A04AA05 Palonosetron
A04AA55 Palonosetron, combinații

### A04AD Alte antiemetice
A04AD01 Scopolamină
A04AD02 Oxalat de ceriu
A04AD04 Clorobutanol
A04AD05 Metopimazină
A04AD10 Dronabinol
A04AD11 Nabilonă
A04AD12 Aprepitant
A04AD13 Casopitant
A04AD14 Rolapitant
A04AD51 Scopolamină, combinații
A04AD54 Clorobutanol, combinații
QA04AD90 Maropitant